# Skardu

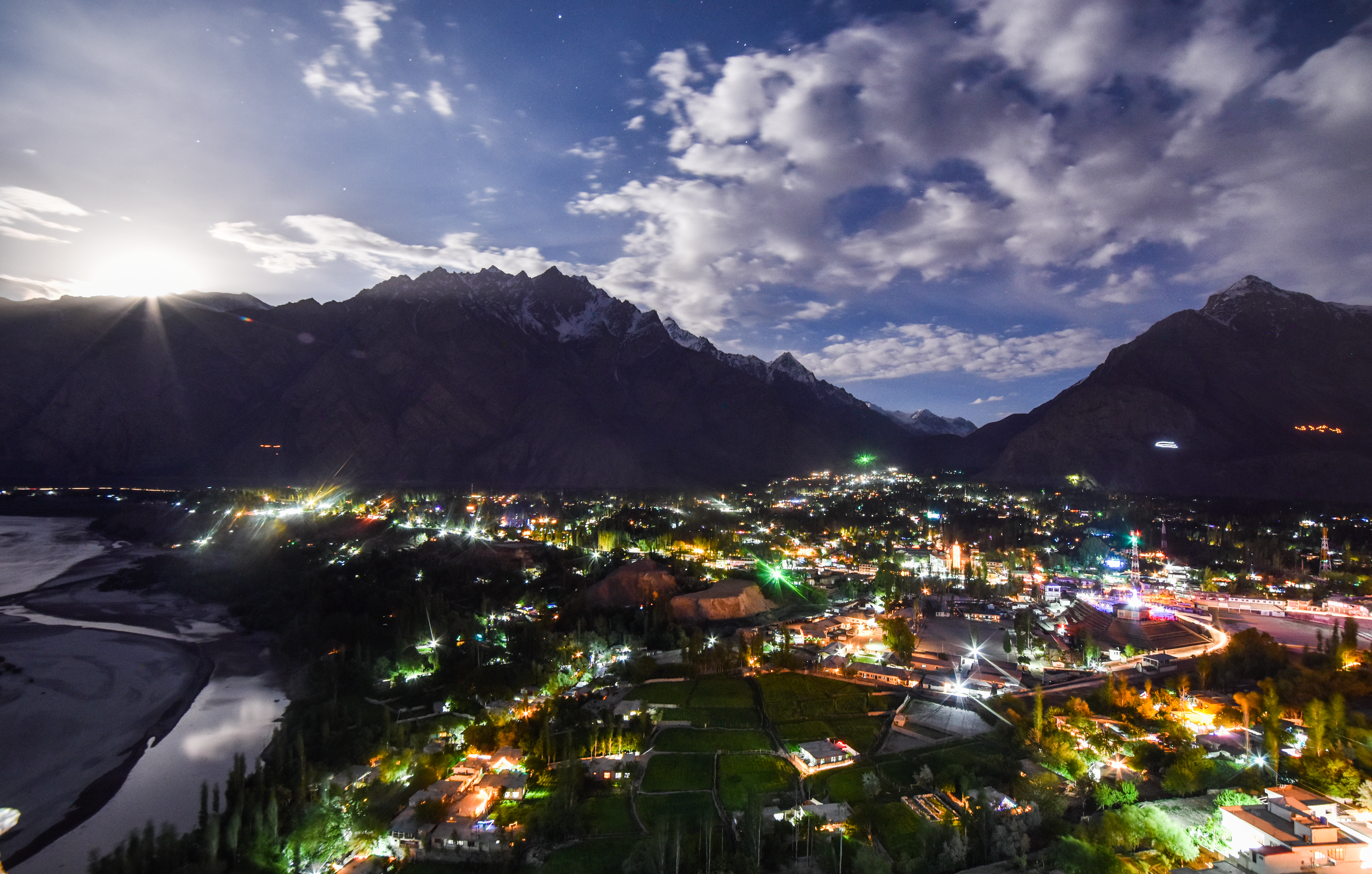
Ciudad moderna de Skardu al anochecer

Skardu es una ciudad de Pakistán, en la provincia de Gilgit-Baltistán, en el distrito de Skardu. Se encuentra en el valle de Skardu, en la confluencia de los ríos Indo y Shigar, a 2230 m de altitud. Es conocida por ser la puerta de entrada de los casi ocho mil montañeros que acceden al Karakorum y para los que ascienden al K2 cada año. El río Indo, junto al que se encuentra la ciudad, separa la cordillera del Karakorum del Himalaya propiamente dicho. Separada de la llanura del Indo por este macizo, con el Nanga Parbat (8126 m) al sur, las lluvias monzónicas apenas alcanzan la ciudad, que tiene clima desértico, con menos de 200 mm anuales de lluvia, con mínimos entre junio y noviembre; las medias de enero diarias son de -8.oC y las máximas de 3.oC; (récord de -25.oC); en julio y agosto oscilan entre 16 y 32.oC, con récord de 41.oC.

## Topografía
El aeropuerto de Skardu está a 2230 m de altitud. Las montañas que rodean la ciudad tienen entre 4500 y 5800 m. En las zonas altas se encuentran algunos de los mayores glaciares del mundo, el glaciar Baltoro, el glaciar Biafo y el glaciar Chogo Lungma. Estos glaciares están rodeados de algunas de las cimas más altas del mundo: el K2 (8611 m), el Gasherbrum (8068 m) y el Masherbrum (7821 m). El parque nacional de Deosai es la segunda llanura alpina más alta del mundo, a 4110 m. Aguas abajo desde Skardu se encuentra la cima del Nanga Parbat (8126 m).
El valle de Skardu tiene 10 km de ancho por 40 km de largo. La erosión en la cercana cordillera del Karakorum ha acumulado inmensos depósitos de sedimentos en el valle. Los glaciares han estado ensanchando el valle hasta hace unos 11.700 años.
Comparada con las zonas colindantes, la región de Skardu es relativamente tranquila en cuanto a terremotos. La piedra es esquisto con una edad de 37 a 105 millones de años.